# Michael Stähli
Pour les articles homonymes, voir Stähli.
Michael Stähli, né le 22 décembre 1967, est une personnalité politique schwytzoise, membre du Centre.
Il siège au Conseil d'État du canton de Schwytz depuis juillet 2016, à la tête du département de la formation.

## Biographie
Michael Stähli naît le 22 décembre 1967.
Il étudie à partir de 1989 à l'École d'ingénieurs de Zurich, où il décroche un diplôme d'architecte en 1995,. Il est également titulaire d'un diplôme de construction écobiologique.
Jusqu'à son élection au gouvernement schwytzois, il est directeur avec son frère Matthias du bureau d'architectes Stähli à Lachen, fondé par leur père Adalbert Stähli en 1958.
Il habite à Lachen. Il est marié et père de deux enfants.

## Parcours politique
Il est membre du PDC, renommé Le Centre.
Il siège à partir de 1999 dans diverses commissions de la commune de Lachen.
Le 12 mars 2000, il est élu au Conseil cantonal de Schwytz. Il y siège jusqu'en 2016 et y préside pendant sept ans la commission de l'aménagement du territoire, de l'environnement et des transports.
Le 20 mars 2016, il est élu au premier tour au Conseil d'État. Il est réélu le 22 mars 2020, à nouveau au premier tour mais en dernière position. Il dirige le département de la formation.
Le 3 mars 2024, il est réélu au Conseil d'État.